# Željko Kalac
Željko Kalac (n. 16 decembrie, 1972 în Sydney) este un fost fotbalist internațional australian.